# Robert Braune
Robert Braune (Gottschee, 13 aprile 1845 – Gottschee, 7 marzo 1924) è stato un compositore di scacchi austriaco.
Influenzato soprattutto da Johann Berger, compose problemi diretti in due, tre e più mosse e di automatto.
Alain C. White, nell'ambito della celebre Christmas Series, scrisse il libro "Robert Braune: Apôtre de la Symétrie", una raccolta di 100 suoi problemi (Stroud, 1914).
Di professione farmacista, fu redattore per diversi anni del Gottscheer Kalender, un'edizione annuale di carattere storico-culturale. Si occupò anche della politica della sua città, della quale fu sindaco.
Due suoi problemi:
|   | a | b | c | d | e | f | g | h |   |
| 8 | e8 torre del nero · b7 pedone del nero · d7 pedone del nero · f7 torre del bianco · b6 re del bianco · d6 pedone del bianco · d4 re del nero · e4 pedone del nero · h4 pedone del nero · d3 pedone del nero · e3 cavallo del bianco · a2 alfiere del bianco · e2 torre del bianco · f2 alfiere del bianco | e8 torre del nero · b7 pedone del nero · d7 pedone del nero · f7 torre del bianco · b6 re del bianco · d6 pedone del bianco · d4 re del nero · e4 pedone del nero · h4 pedone del nero · d3 pedone del nero · e3 cavallo del bianco · a2 alfiere del bianco · e2 torre del bianco · f2 alfiere del bianco | e8 torre del nero · b7 pedone del nero · d7 pedone del nero · f7 torre del bianco · b6 re del bianco · d6 pedone del bianco · d4 re del nero · e4 pedone del nero · h4 pedone del nero · d3 pedone del nero · e3 cavallo del bianco · a2 alfiere del bianco · e2 torre del bianco · f2 alfiere del bianco | e8 torre del nero · b7 pedone del nero · d7 pedone del nero · f7 torre del bianco · b6 re del bianco · d6 pedone del bianco · d4 re del nero · e4 pedone del nero · h4 pedone del nero · d3 pedone del nero · e3 cavallo del bianco · a2 alfiere del bianco · e2 torre del bianco · f2 alfiere del bianco | e8 torre del nero · b7 pedone del nero · d7 pedone del nero · f7 torre del bianco · b6 re del bianco · d6 pedone del bianco · d4 re del nero · e4 pedone del nero · h4 pedone del nero · d3 pedone del nero · e3 cavallo del bianco · a2 alfiere del bianco · e2 torre del bianco · f2 alfiere del bianco | e8 torre del nero · b7 pedone del nero · d7 pedone del nero · f7 torre del bianco · b6 re del bianco · d6 pedone del bianco · d4 re del nero · e4 pedone del nero · h4 pedone del nero · d3 pedone del nero · e3 cavallo del bianco · a2 alfiere del bianco · e2 torre del bianco · f2 alfiere del bianco | e8 torre del nero · b7 pedone del nero · d7 pedone del nero · f7 torre del bianco · b6 re del bianco · d6 pedone del bianco · d4 re del nero · e4 pedone del nero · h4 pedone del nero · d3 pedone del nero · e3 cavallo del bianco · a2 alfiere del bianco · e2 torre del bianco · f2 alfiere del bianco | e8 torre del nero · b7 pedone del nero · d7 pedone del nero · f7 torre del bianco · b6 re del bianco · d6 pedone del bianco · d4 re del nero · e4 pedone del nero · h4 pedone del nero · d3 pedone del nero · e3 cavallo del bianco · a2 alfiere del bianco · e2 torre del bianco · f2 alfiere del bianco | 8 |
| 7 | e8 torre del nero · b7 pedone del nero · d7 pedone del nero · f7 torre del bianco · b6 re del bianco · d6 pedone del bianco · d4 re del nero · e4 pedone del nero · h4 pedone del nero · d3 pedone del nero · e3 cavallo del bianco · a2 alfiere del bianco · e2 torre del bianco · f2 alfiere del bianco | e8 torre del nero · b7 pedone del nero · d7 pedone del nero · f7 torre del bianco · b6 re del bianco · d6 pedone del bianco · d4 re del nero · e4 pedone del nero · h4 pedone del nero · d3 pedone del nero · e3 cavallo del bianco · a2 alfiere del bianco · e2 torre del bianco · f2 alfiere del bianco | e8 torre del nero · b7 pedone del nero · d7 pedone del nero · f7 torre del bianco · b6 re del bianco · d6 pedone del bianco · d4 re del nero · e4 pedone del nero · h4 pedone del nero · d3 pedone del nero · e3 cavallo del bianco · a2 alfiere del bianco · e2 torre del bianco · f2 alfiere del bianco | e8 torre del nero · b7 pedone del nero · d7 pedone del nero · f7 torre del bianco · b6 re del bianco · d6 pedone del bianco · d4 re del nero · e4 pedone del nero · h4 pedone del nero · d3 pedone del nero · e3 cavallo del bianco · a2 alfiere del bianco · e2 torre del bianco · f2 alfiere del bianco | e8 torre del nero · b7 pedone del nero · d7 pedone del nero · f7 torre del bianco · b6 re del bianco · d6 pedone del bianco · d4 re del nero · e4 pedone del nero · h4 pedone del nero · d3 pedone del nero · e3 cavallo del bianco · a2 alfiere del bianco · e2 torre del bianco · f2 alfiere del bianco | e8 torre del nero · b7 pedone del nero · d7 pedone del nero · f7 torre del bianco · b6 re del bianco · d6 pedone del bianco · d4 re del nero · e4 pedone del nero · h4 pedone del nero · d3 pedone del nero · e3 cavallo del bianco · a2 alfiere del bianco · e2 torre del bianco · f2 alfiere del bianco | e8 torre del nero · b7 pedone del nero · d7 pedone del nero · f7 torre del bianco · b6 re del bianco · d6 pedone del bianco · d4 re del nero · e4 pedone del nero · h4 pedone del nero · d3 pedone del nero · e3 cavallo del bianco · a2 alfiere del bianco · e2 torre del bianco · f2 alfiere del bianco | e8 torre del nero · b7 pedone del nero · d7 pedone del nero · f7 torre del bianco · b6 re del bianco · d6 pedone del bianco · d4 re del nero · e4 pedone del nero · h4 pedone del nero · d3 pedone del nero · e3 cavallo del bianco · a2 alfiere del bianco · e2 torre del bianco · f2 alfiere del bianco | 7 |
| 6 | e8 torre del nero · b7 pedone del nero · d7 pedone del nero · f7 torre del bianco · b6 re del bianco · d6 pedone del bianco · d4 re del nero · e4 pedone del nero · h4 pedone del nero · d3 pedone del nero · e3 cavallo del bianco · a2 alfiere del bianco · e2 torre del bianco · f2 alfiere del bianco | e8 torre del nero · b7 pedone del nero · d7 pedone del nero · f7 torre del bianco · b6 re del bianco · d6 pedone del bianco · d4 re del nero · e4 pedone del nero · h4 pedone del nero · d3 pedone del nero · e3 cavallo del bianco · a2 alfiere del bianco · e2 torre del bianco · f2 alfiere del bianco | e8 torre del nero · b7 pedone del nero · d7 pedone del nero · f7 torre del bianco · b6 re del bianco · d6 pedone del bianco · d4 re del nero · e4 pedone del nero · h4 pedone del nero · d3 pedone del nero · e3 cavallo del bianco · a2 alfiere del bianco · e2 torre del bianco · f2 alfiere del bianco | e8 torre del nero · b7 pedone del nero · d7 pedone del nero · f7 torre del bianco · b6 re del bianco · d6 pedone del bianco · d4 re del nero · e4 pedone del nero · h4 pedone del nero · d3 pedone del nero · e3 cavallo del bianco · a2 alfiere del bianco · e2 torre del bianco · f2 alfiere del bianco | e8 torre del nero · b7 pedone del nero · d7 pedone del nero · f7 torre del bianco · b6 re del bianco · d6 pedone del bianco · d4 re del nero · e4 pedone del nero · h4 pedone del nero · d3 pedone del nero · e3 cavallo del bianco · a2 alfiere del bianco · e2 torre del bianco · f2 alfiere del bianco | e8 torre del nero · b7 pedone del nero · d7 pedone del nero · f7 torre del bianco · b6 re del bianco · d6 pedone del bianco · d4 re del nero · e4 pedone del nero · h4 pedone del nero · d3 pedone del nero · e3 cavallo del bianco · a2 alfiere del bianco · e2 torre del bianco · f2 alfiere del bianco | e8 torre del nero · b7 pedone del nero · d7 pedone del nero · f7 torre del bianco · b6 re del bianco · d6 pedone del bianco · d4 re del nero · e4 pedone del nero · h4 pedone del nero · d3 pedone del nero · e3 cavallo del bianco · a2 alfiere del bianco · e2 torre del bianco · f2 alfiere del bianco | e8 torre del nero · b7 pedone del nero · d7 pedone del nero · f7 torre del bianco · b6 re del bianco · d6 pedone del bianco · d4 re del nero · e4 pedone del nero · h4 pedone del nero · d3 pedone del nero · e3 cavallo del bianco · a2 alfiere del bianco · e2 torre del bianco · f2 alfiere del bianco | 6 |
| 5 | e8 torre del nero · b7 pedone del nero · d7 pedone del nero · f7 torre del bianco · b6 re del bianco · d6 pedone del bianco · d4 re del nero · e4 pedone del nero · h4 pedone del nero · d3 pedone del nero · e3 cavallo del bianco · a2 alfiere del bianco · e2 torre del bianco · f2 alfiere del bianco | e8 torre del nero · b7 pedone del nero · d7 pedone del nero · f7 torre del bianco · b6 re del bianco · d6 pedone del bianco · d4 re del nero · e4 pedone del nero · h4 pedone del nero · d3 pedone del nero · e3 cavallo del bianco · a2 alfiere del bianco · e2 torre del bianco · f2 alfiere del bianco | e8 torre del nero · b7 pedone del nero · d7 pedone del nero · f7 torre del bianco · b6 re del bianco · d6 pedone del bianco · d4 re del nero · e4 pedone del nero · h4 pedone del nero · d3 pedone del nero · e3 cavallo del bianco · a2 alfiere del bianco · e2 torre del bianco · f2 alfiere del bianco | e8 torre del nero · b7 pedone del nero · d7 pedone del nero · f7 torre del bianco · b6 re del bianco · d6 pedone del bianco · d4 re del nero · e4 pedone del nero · h4 pedone del nero · d3 pedone del nero · e3 cavallo del bianco · a2 alfiere del bianco · e2 torre del bianco · f2 alfiere del bianco | e8 torre del nero · b7 pedone del nero · d7 pedone del nero · f7 torre del bianco · b6 re del bianco · d6 pedone del bianco · d4 re del nero · e4 pedone del nero · h4 pedone del nero · d3 pedone del nero · e3 cavallo del bianco · a2 alfiere del bianco · e2 torre del bianco · f2 alfiere del bianco | e8 torre del nero · b7 pedone del nero · d7 pedone del nero · f7 torre del bianco · b6 re del bianco · d6 pedone del bianco · d4 re del nero · e4 pedone del nero · h4 pedone del nero · d3 pedone del nero · e3 cavallo del bianco · a2 alfiere del bianco · e2 torre del bianco · f2 alfiere del bianco | e8 torre del nero · b7 pedone del nero · d7 pedone del nero · f7 torre del bianco · b6 re del bianco · d6 pedone del bianco · d4 re del nero · e4 pedone del nero · h4 pedone del nero · d3 pedone del nero · e3 cavallo del bianco · a2 alfiere del bianco · e2 torre del bianco · f2 alfiere del bianco | e8 torre del nero · b7 pedone del nero · d7 pedone del nero · f7 torre del bianco · b6 re del bianco · d6 pedone del bianco · d4 re del nero · e4 pedone del nero · h4 pedone del nero · d3 pedone del nero · e3 cavallo del bianco · a2 alfiere del bianco · e2 torre del bianco · f2 alfiere del bianco | 5 |
| 4 | e8 torre del nero · b7 pedone del nero · d7 pedone del nero · f7 torre del bianco · b6 re del bianco · d6 pedone del bianco · d4 re del nero · e4 pedone del nero · h4 pedone del nero · d3 pedone del nero · e3 cavallo del bianco · a2 alfiere del bianco · e2 torre del bianco · f2 alfiere del bianco | e8 torre del nero · b7 pedone del nero · d7 pedone del nero · f7 torre del bianco · b6 re del bianco · d6 pedone del bianco · d4 re del nero · e4 pedone del nero · h4 pedone del nero · d3 pedone del nero · e3 cavallo del bianco · a2 alfiere del bianco · e2 torre del bianco · f2 alfiere del bianco | e8 torre del nero · b7 pedone del nero · d7 pedone del nero · f7 torre del bianco · b6 re del bianco · d6 pedone del bianco · d4 re del nero · e4 pedone del nero · h4 pedone del nero · d3 pedone del nero · e3 cavallo del bianco · a2 alfiere del bianco · e2 torre del bianco · f2 alfiere del bianco | e8 torre del nero · b7 pedone del nero · d7 pedone del nero · f7 torre del bianco · b6 re del bianco · d6 pedone del bianco · d4 re del nero · e4 pedone del nero · h4 pedone del nero · d3 pedone del nero · e3 cavallo del bianco · a2 alfiere del bianco · e2 torre del bianco · f2 alfiere del bianco | e8 torre del nero · b7 pedone del nero · d7 pedone del nero · f7 torre del bianco · b6 re del bianco · d6 pedone del bianco · d4 re del nero · e4 pedone del nero · h4 pedone del nero · d3 pedone del nero · e3 cavallo del bianco · a2 alfiere del bianco · e2 torre del bianco · f2 alfiere del bianco | e8 torre del nero · b7 pedone del nero · d7 pedone del nero · f7 torre del bianco · b6 re del bianco · d6 pedone del bianco · d4 re del nero · e4 pedone del nero · h4 pedone del nero · d3 pedone del nero · e3 cavallo del bianco · a2 alfiere del bianco · e2 torre del bianco · f2 alfiere del bianco | e8 torre del nero · b7 pedone del nero · d7 pedone del nero · f7 torre del bianco · b6 re del bianco · d6 pedone del bianco · d4 re del nero · e4 pedone del nero · h4 pedone del nero · d3 pedone del nero · e3 cavallo del bianco · a2 alfiere del bianco · e2 torre del bianco · f2 alfiere del bianco | e8 torre del nero · b7 pedone del nero · d7 pedone del nero · f7 torre del bianco · b6 re del bianco · d6 pedone del bianco · d4 re del nero · e4 pedone del nero · h4 pedone del nero · d3 pedone del nero · e3 cavallo del bianco · a2 alfiere del bianco · e2 torre del bianco · f2 alfiere del bianco | 4 |
| 3 | e8 torre del nero · b7 pedone del nero · d7 pedone del nero · f7 torre del bianco · b6 re del bianco · d6 pedone del bianco · d4 re del nero · e4 pedone del nero · h4 pedone del nero · d3 pedone del nero · e3 cavallo del bianco · a2 alfiere del bianco · e2 torre del bianco · f2 alfiere del bianco | e8 torre del nero · b7 pedone del nero · d7 pedone del nero · f7 torre del bianco · b6 re del bianco · d6 pedone del bianco · d4 re del nero · e4 pedone del nero · h4 pedone del nero · d3 pedone del nero · e3 cavallo del bianco · a2 alfiere del bianco · e2 torre del bianco · f2 alfiere del bianco | e8 torre del nero · b7 pedone del nero · d7 pedone del nero · f7 torre del bianco · b6 re del bianco · d6 pedone del bianco · d4 re del nero · e4 pedone del nero · h4 pedone del nero · d3 pedone del nero · e3 cavallo del bianco · a2 alfiere del bianco · e2 torre del bianco · f2 alfiere del bianco | e8 torre del nero · b7 pedone del nero · d7 pedone del nero · f7 torre del bianco · b6 re del bianco · d6 pedone del bianco · d4 re del nero · e4 pedone del nero · h4 pedone del nero · d3 pedone del nero · e3 cavallo del bianco · a2 alfiere del bianco · e2 torre del bianco · f2 alfiere del bianco | e8 torre del nero · b7 pedone del nero · d7 pedone del nero · f7 torre del bianco · b6 re del bianco · d6 pedone del bianco · d4 re del nero · e4 pedone del nero · h4 pedone del nero · d3 pedone del nero · e3 cavallo del bianco · a2 alfiere del bianco · e2 torre del bianco · f2 alfiere del bianco | e8 torre del nero · b7 pedone del nero · d7 pedone del nero · f7 torre del bianco · b6 re del bianco · d6 pedone del bianco · d4 re del nero · e4 pedone del nero · h4 pedone del nero · d3 pedone del nero · e3 cavallo del bianco · a2 alfiere del bianco · e2 torre del bianco · f2 alfiere del bianco | e8 torre del nero · b7 pedone del nero · d7 pedone del nero · f7 torre del bianco · b6 re del bianco · d6 pedone del bianco · d4 re del nero · e4 pedone del nero · h4 pedone del nero · d3 pedone del nero · e3 cavallo del bianco · a2 alfiere del bianco · e2 torre del bianco · f2 alfiere del bianco | e8 torre del nero · b7 pedone del nero · d7 pedone del nero · f7 torre del bianco · b6 re del bianco · d6 pedone del bianco · d4 re del nero · e4 pedone del nero · h4 pedone del nero · d3 pedone del nero · e3 cavallo del bianco · a2 alfiere del bianco · e2 torre del bianco · f2 alfiere del bianco | 3 |
| 2 | e8 torre del nero · b7 pedone del nero · d7 pedone del nero · f7 torre del bianco · b6 re del bianco · d6 pedone del bianco · d4 re del nero · e4 pedone del nero · h4 pedone del nero · d3 pedone del nero · e3 cavallo del bianco · a2 alfiere del bianco · e2 torre del bianco · f2 alfiere del bianco | e8 torre del nero · b7 pedone del nero · d7 pedone del nero · f7 torre del bianco · b6 re del bianco · d6 pedone del bianco · d4 re del nero · e4 pedone del nero · h4 pedone del nero · d3 pedone del nero · e3 cavallo del bianco · a2 alfiere del bianco · e2 torre del bianco · f2 alfiere del bianco | e8 torre del nero · b7 pedone del nero · d7 pedone del nero · f7 torre del bianco · b6 re del bianco · d6 pedone del bianco · d4 re del nero · e4 pedone del nero · h4 pedone del nero · d3 pedone del nero · e3 cavallo del bianco · a2 alfiere del bianco · e2 torre del bianco · f2 alfiere del bianco | e8 torre del nero · b7 pedone del nero · d7 pedone del nero · f7 torre del bianco · b6 re del bianco · d6 pedone del bianco · d4 re del nero · e4 pedone del nero · h4 pedone del nero · d3 pedone del nero · e3 cavallo del bianco · a2 alfiere del bianco · e2 torre del bianco · f2 alfiere del bianco | e8 torre del nero · b7 pedone del nero · d7 pedone del nero · f7 torre del bianco · b6 re del bianco · d6 pedone del bianco · d4 re del nero · e4 pedone del nero · h4 pedone del nero · d3 pedone del nero · e3 cavallo del bianco · a2 alfiere del bianco · e2 torre del bianco · f2 alfiere del bianco | e8 torre del nero · b7 pedone del nero · d7 pedone del nero · f7 torre del bianco · b6 re del bianco · d6 pedone del bianco · d4 re del nero · e4 pedone del nero · h4 pedone del nero · d3 pedone del nero · e3 cavallo del bianco · a2 alfiere del bianco · e2 torre del bianco · f2 alfiere del bianco | e8 torre del nero · b7 pedone del nero · d7 pedone del nero · f7 torre del bianco · b6 re del bianco · d6 pedone del bianco · d4 re del nero · e4 pedone del nero · h4 pedone del nero · d3 pedone del nero · e3 cavallo del bianco · a2 alfiere del bianco · e2 torre del bianco · f2 alfiere del bianco | e8 torre del nero · b7 pedone del nero · d7 pedone del nero · f7 torre del bianco · b6 re del bianco · d6 pedone del bianco · d4 re del nero · e4 pedone del nero · h4 pedone del nero · d3 pedone del nero · e3 cavallo del bianco · a2 alfiere del bianco · e2 torre del bianco · f2 alfiere del bianco | 2 |
| 1 | e8 torre del nero · b7 pedone del nero · d7 pedone del nero · f7 torre del bianco · b6 re del bianco · d6 pedone del bianco · d4 re del nero · e4 pedone del nero · h4 pedone del nero · d3 pedone del nero · e3 cavallo del bianco · a2 alfiere del bianco · e2 torre del bianco · f2 alfiere del bianco | e8 torre del nero · b7 pedone del nero · d7 pedone del nero · f7 torre del bianco · b6 re del bianco · d6 pedone del bianco · d4 re del nero · e4 pedone del nero · h4 pedone del nero · d3 pedone del nero · e3 cavallo del bianco · a2 alfiere del bianco · e2 torre del bianco · f2 alfiere del bianco | e8 torre del nero · b7 pedone del nero · d7 pedone del nero · f7 torre del bianco · b6 re del bianco · d6 pedone del bianco · d4 re del nero · e4 pedone del nero · h4 pedone del nero · d3 pedone del nero · e3 cavallo del bianco · a2 alfiere del bianco · e2 torre del bianco · f2 alfiere del bianco | e8 torre del nero · b7 pedone del nero · d7 pedone del nero · f7 torre del bianco · b6 re del bianco · d6 pedone del bianco · d4 re del nero · e4 pedone del nero · h4 pedone del nero · d3 pedone del nero · e3 cavallo del bianco · a2 alfiere del bianco · e2 torre del bianco · f2 alfiere del bianco | e8 torre del nero · b7 pedone del nero · d7 pedone del nero · f7 torre del bianco · b6 re del bianco · d6 pedone del bianco · d4 re del nero · e4 pedone del nero · h4 pedone del nero · d3 pedone del nero · e3 cavallo del bianco · a2 alfiere del bianco · e2 torre del bianco · f2 alfiere del bianco | e8 torre del nero · b7 pedone del nero · d7 pedone del nero · f7 torre del bianco · b6 re del bianco · d6 pedone del bianco · d4 re del nero · e4 pedone del nero · h4 pedone del nero · d3 pedone del nero · e3 cavallo del bianco · a2 alfiere del bianco · e2 torre del bianco · f2 alfiere del bianco | e8 torre del nero · b7 pedone del nero · d7 pedone del nero · f7 torre del bianco · b6 re del bianco · d6 pedone del bianco · d4 re del nero · e4 pedone del nero · h4 pedone del nero · d3 pedone del nero · e3 cavallo del bianco · a2 alfiere del bianco · e2 torre del bianco · f2 alfiere del bianco | e8 torre del nero · b7 pedone del nero · d7 pedone del nero · f7 torre del bianco · b6 re del bianco · d6 pedone del bianco · d4 re del nero · e4 pedone del nero · h4 pedone del nero · d3 pedone del nero · e3 cavallo del bianco · a2 alfiere del bianco · e2 torre del bianco · f2 alfiere del bianco | 1 |
|   | a | b | c | d | e | f | g | h |   |

Soluzione:
1. Tf3!  (min. 2. Cf5+ Rc3 3. Ad1#)
1. ... exf3  2. Cc2+ Rc3  3. Ad4# 
 
1. ... dxe2, d2  2. Cf5+ Re5  3. Ad4# 

|   | a | b | c | d | e | f | g | h |   |
| 8 | a8 torre del nero · b8 cavallo del nero · a7 alfiere del nero · b7 donna del bianco · c7 torre del bianco · d7 pedone del nero · b6 pedone del nero · d6 pedone del bianco · f6 pedone del nero · g6 cavallo del bianco · b5 pedone del bianco · f5 re del nero · g5 pedone del nero · h5 pedone del bianco · d3 cavallo del bianco · h3 pedone del nero · d2 torre del bianco · h1 re del bianco | a8 torre del nero · b8 cavallo del nero · a7 alfiere del nero · b7 donna del bianco · c7 torre del bianco · d7 pedone del nero · b6 pedone del nero · d6 pedone del bianco · f6 pedone del nero · g6 cavallo del bianco · b5 pedone del bianco · f5 re del nero · g5 pedone del nero · h5 pedone del bianco · d3 cavallo del bianco · h3 pedone del nero · d2 torre del bianco · h1 re del bianco | a8 torre del nero · b8 cavallo del nero · a7 alfiere del nero · b7 donna del bianco · c7 torre del bianco · d7 pedone del nero · b6 pedone del nero · d6 pedone del bianco · f6 pedone del nero · g6 cavallo del bianco · b5 pedone del bianco · f5 re del nero · g5 pedone del nero · h5 pedone del bianco · d3 cavallo del bianco · h3 pedone del nero · d2 torre del bianco · h1 re del bianco | a8 torre del nero · b8 cavallo del nero · a7 alfiere del nero · b7 donna del bianco · c7 torre del bianco · d7 pedone del nero · b6 pedone del nero · d6 pedone del bianco · f6 pedone del nero · g6 cavallo del bianco · b5 pedone del bianco · f5 re del nero · g5 pedone del nero · h5 pedone del bianco · d3 cavallo del bianco · h3 pedone del nero · d2 torre del bianco · h1 re del bianco | a8 torre del nero · b8 cavallo del nero · a7 alfiere del nero · b7 donna del bianco · c7 torre del bianco · d7 pedone del nero · b6 pedone del nero · d6 pedone del bianco · f6 pedone del nero · g6 cavallo del bianco · b5 pedone del bianco · f5 re del nero · g5 pedone del nero · h5 pedone del bianco · d3 cavallo del bianco · h3 pedone del nero · d2 torre del bianco · h1 re del bianco | a8 torre del nero · b8 cavallo del nero · a7 alfiere del nero · b7 donna del bianco · c7 torre del bianco · d7 pedone del nero · b6 pedone del nero · d6 pedone del bianco · f6 pedone del nero · g6 cavallo del bianco · b5 pedone del bianco · f5 re del nero · g5 pedone del nero · h5 pedone del bianco · d3 cavallo del bianco · h3 pedone del nero · d2 torre del bianco · h1 re del bianco | a8 torre del nero · b8 cavallo del nero · a7 alfiere del nero · b7 donna del bianco · c7 torre del bianco · d7 pedone del nero · b6 pedone del nero · d6 pedone del bianco · f6 pedone del nero · g6 cavallo del bianco · b5 pedone del bianco · f5 re del nero · g5 pedone del nero · h5 pedone del bianco · d3 cavallo del bianco · h3 pedone del nero · d2 torre del bianco · h1 re del bianco | a8 torre del nero · b8 cavallo del nero · a7 alfiere del nero · b7 donna del bianco · c7 torre del bianco · d7 pedone del nero · b6 pedone del nero · d6 pedone del bianco · f6 pedone del nero · g6 cavallo del bianco · b5 pedone del bianco · f5 re del nero · g5 pedone del nero · h5 pedone del bianco · d3 cavallo del bianco · h3 pedone del nero · d2 torre del bianco · h1 re del bianco | 8 |
| 7 | a8 torre del nero · b8 cavallo del nero · a7 alfiere del nero · b7 donna del bianco · c7 torre del bianco · d7 pedone del nero · b6 pedone del nero · d6 pedone del bianco · f6 pedone del nero · g6 cavallo del bianco · b5 pedone del bianco · f5 re del nero · g5 pedone del nero · h5 pedone del bianco · d3 cavallo del bianco · h3 pedone del nero · d2 torre del bianco · h1 re del bianco | a8 torre del nero · b8 cavallo del nero · a7 alfiere del nero · b7 donna del bianco · c7 torre del bianco · d7 pedone del nero · b6 pedone del nero · d6 pedone del bianco · f6 pedone del nero · g6 cavallo del bianco · b5 pedone del bianco · f5 re del nero · g5 pedone del nero · h5 pedone del bianco · d3 cavallo del bianco · h3 pedone del nero · d2 torre del bianco · h1 re del bianco | a8 torre del nero · b8 cavallo del nero · a7 alfiere del nero · b7 donna del bianco · c7 torre del bianco · d7 pedone del nero · b6 pedone del nero · d6 pedone del bianco · f6 pedone del nero · g6 cavallo del bianco · b5 pedone del bianco · f5 re del nero · g5 pedone del nero · h5 pedone del bianco · d3 cavallo del bianco · h3 pedone del nero · d2 torre del bianco · h1 re del bianco | a8 torre del nero · b8 cavallo del nero · a7 alfiere del nero · b7 donna del bianco · c7 torre del bianco · d7 pedone del nero · b6 pedone del nero · d6 pedone del bianco · f6 pedone del nero · g6 cavallo del bianco · b5 pedone del bianco · f5 re del nero · g5 pedone del nero · h5 pedone del bianco · d3 cavallo del bianco · h3 pedone del nero · d2 torre del bianco · h1 re del bianco | a8 torre del nero · b8 cavallo del nero · a7 alfiere del nero · b7 donna del bianco · c7 torre del bianco · d7 pedone del nero · b6 pedone del nero · d6 pedone del bianco · f6 pedone del nero · g6 cavallo del bianco · b5 pedone del bianco · f5 re del nero · g5 pedone del nero · h5 pedone del bianco · d3 cavallo del bianco · h3 pedone del nero · d2 torre del bianco · h1 re del bianco | a8 torre del nero · b8 cavallo del nero · a7 alfiere del nero · b7 donna del bianco · c7 torre del bianco · d7 pedone del nero · b6 pedone del nero · d6 pedone del bianco · f6 pedone del nero · g6 cavallo del bianco · b5 pedone del bianco · f5 re del nero · g5 pedone del nero · h5 pedone del bianco · d3 cavallo del bianco · h3 pedone del nero · d2 torre del bianco · h1 re del bianco | a8 torre del nero · b8 cavallo del nero · a7 alfiere del nero · b7 donna del bianco · c7 torre del bianco · d7 pedone del nero · b6 pedone del nero · d6 pedone del bianco · f6 pedone del nero · g6 cavallo del bianco · b5 pedone del bianco · f5 re del nero · g5 pedone del nero · h5 pedone del bianco · d3 cavallo del bianco · h3 pedone del nero · d2 torre del bianco · h1 re del bianco | a8 torre del nero · b8 cavallo del nero · a7 alfiere del nero · b7 donna del bianco · c7 torre del bianco · d7 pedone del nero · b6 pedone del nero · d6 pedone del bianco · f6 pedone del nero · g6 cavallo del bianco · b5 pedone del bianco · f5 re del nero · g5 pedone del nero · h5 pedone del bianco · d3 cavallo del bianco · h3 pedone del nero · d2 torre del bianco · h1 re del bianco | 7 |
| 6 | a8 torre del nero · b8 cavallo del nero · a7 alfiere del nero · b7 donna del bianco · c7 torre del bianco · d7 pedone del nero · b6 pedone del nero · d6 pedone del bianco · f6 pedone del nero · g6 cavallo del bianco · b5 pedone del bianco · f5 re del nero · g5 pedone del nero · h5 pedone del bianco · d3 cavallo del bianco · h3 pedone del nero · d2 torre del bianco · h1 re del bianco | a8 torre del nero · b8 cavallo del nero · a7 alfiere del nero · b7 donna del bianco · c7 torre del bianco · d7 pedone del nero · b6 pedone del nero · d6 pedone del bianco · f6 pedone del nero · g6 cavallo del bianco · b5 pedone del bianco · f5 re del nero · g5 pedone del nero · h5 pedone del bianco · d3 cavallo del bianco · h3 pedone del nero · d2 torre del bianco · h1 re del bianco | a8 torre del nero · b8 cavallo del nero · a7 alfiere del nero · b7 donna del bianco · c7 torre del bianco · d7 pedone del nero · b6 pedone del nero · d6 pedone del bianco · f6 pedone del nero · g6 cavallo del bianco · b5 pedone del bianco · f5 re del nero · g5 pedone del nero · h5 pedone del bianco · d3 cavallo del bianco · h3 pedone del nero · d2 torre del bianco · h1 re del bianco | a8 torre del nero · b8 cavallo del nero · a7 alfiere del nero · b7 donna del bianco · c7 torre del bianco · d7 pedone del nero · b6 pedone del nero · d6 pedone del bianco · f6 pedone del nero · g6 cavallo del bianco · b5 pedone del bianco · f5 re del nero · g5 pedone del nero · h5 pedone del bianco · d3 cavallo del bianco · h3 pedone del nero · d2 torre del bianco · h1 re del bianco | a8 torre del nero · b8 cavallo del nero · a7 alfiere del nero · b7 donna del bianco · c7 torre del bianco · d7 pedone del nero · b6 pedone del nero · d6 pedone del bianco · f6 pedone del nero · g6 cavallo del bianco · b5 pedone del bianco · f5 re del nero · g5 pedone del nero · h5 pedone del bianco · d3 cavallo del bianco · h3 pedone del nero · d2 torre del bianco · h1 re del bianco | a8 torre del nero · b8 cavallo del nero · a7 alfiere del nero · b7 donna del bianco · c7 torre del bianco · d7 pedone del nero · b6 pedone del nero · d6 pedone del bianco · f6 pedone del nero · g6 cavallo del bianco · b5 pedone del bianco · f5 re del nero · g5 pedone del nero · h5 pedone del bianco · d3 cavallo del bianco · h3 pedone del nero · d2 torre del bianco · h1 re del bianco | a8 torre del nero · b8 cavallo del nero · a7 alfiere del nero · b7 donna del bianco · c7 torre del bianco · d7 pedone del nero · b6 pedone del nero · d6 pedone del bianco · f6 pedone del nero · g6 cavallo del bianco · b5 pedone del bianco · f5 re del nero · g5 pedone del nero · h5 pedone del bianco · d3 cavallo del bianco · h3 pedone del nero · d2 torre del bianco · h1 re del bianco | a8 torre del nero · b8 cavallo del nero · a7 alfiere del nero · b7 donna del bianco · c7 torre del bianco · d7 pedone del nero · b6 pedone del nero · d6 pedone del bianco · f6 pedone del nero · g6 cavallo del bianco · b5 pedone del bianco · f5 re del nero · g5 pedone del nero · h5 pedone del bianco · d3 cavallo del bianco · h3 pedone del nero · d2 torre del bianco · h1 re del bianco | 6 |
| 5 | a8 torre del nero · b8 cavallo del nero · a7 alfiere del nero · b7 donna del bianco · c7 torre del bianco · d7 pedone del nero · b6 pedone del nero · d6 pedone del bianco · f6 pedone del nero · g6 cavallo del bianco · b5 pedone del bianco · f5 re del nero · g5 pedone del nero · h5 pedone del bianco · d3 cavallo del bianco · h3 pedone del nero · d2 torre del bianco · h1 re del bianco | a8 torre del nero · b8 cavallo del nero · a7 alfiere del nero · b7 donna del bianco · c7 torre del bianco · d7 pedone del nero · b6 pedone del nero · d6 pedone del bianco · f6 pedone del nero · g6 cavallo del bianco · b5 pedone del bianco · f5 re del nero · g5 pedone del nero · h5 pedone del bianco · d3 cavallo del bianco · h3 pedone del nero · d2 torre del bianco · h1 re del bianco | a8 torre del nero · b8 cavallo del nero · a7 alfiere del nero · b7 donna del bianco · c7 torre del bianco · d7 pedone del nero · b6 pedone del nero · d6 pedone del bianco · f6 pedone del nero · g6 cavallo del bianco · b5 pedone del bianco · f5 re del nero · g5 pedone del nero · h5 pedone del bianco · d3 cavallo del bianco · h3 pedone del nero · d2 torre del bianco · h1 re del bianco | a8 torre del nero · b8 cavallo del nero · a7 alfiere del nero · b7 donna del bianco · c7 torre del bianco · d7 pedone del nero · b6 pedone del nero · d6 pedone del bianco · f6 pedone del nero · g6 cavallo del bianco · b5 pedone del bianco · f5 re del nero · g5 pedone del nero · h5 pedone del bianco · d3 cavallo del bianco · h3 pedone del nero · d2 torre del bianco · h1 re del bianco | a8 torre del nero · b8 cavallo del nero · a7 alfiere del nero · b7 donna del bianco · c7 torre del bianco · d7 pedone del nero · b6 pedone del nero · d6 pedone del bianco · f6 pedone del nero · g6 cavallo del bianco · b5 pedone del bianco · f5 re del nero · g5 pedone del nero · h5 pedone del bianco · d3 cavallo del bianco · h3 pedone del nero · d2 torre del bianco · h1 re del bianco | a8 torre del nero · b8 cavallo del nero · a7 alfiere del nero · b7 donna del bianco · c7 torre del bianco · d7 pedone del nero · b6 pedone del nero · d6 pedone del bianco · f6 pedone del nero · g6 cavallo del bianco · b5 pedone del bianco · f5 re del nero · g5 pedone del nero · h5 pedone del bianco · d3 cavallo del bianco · h3 pedone del nero · d2 torre del bianco · h1 re del bianco | a8 torre del nero · b8 cavallo del nero · a7 alfiere del nero · b7 donna del bianco · c7 torre del bianco · d7 pedone del nero · b6 pedone del nero · d6 pedone del bianco · f6 pedone del nero · g6 cavallo del bianco · b5 pedone del bianco · f5 re del nero · g5 pedone del nero · h5 pedone del bianco · d3 cavallo del bianco · h3 pedone del nero · d2 torre del bianco · h1 re del bianco | a8 torre del nero · b8 cavallo del nero · a7 alfiere del nero · b7 donna del bianco · c7 torre del bianco · d7 pedone del nero · b6 pedone del nero · d6 pedone del bianco · f6 pedone del nero · g6 cavallo del bianco · b5 pedone del bianco · f5 re del nero · g5 pedone del nero · h5 pedone del bianco · d3 cavallo del bianco · h3 pedone del nero · d2 torre del bianco · h1 re del bianco | 5 |
| 4 | a8 torre del nero · b8 cavallo del nero · a7 alfiere del nero · b7 donna del bianco · c7 torre del bianco · d7 pedone del nero · b6 pedone del nero · d6 pedone del bianco · f6 pedone del nero · g6 cavallo del bianco · b5 pedone del bianco · f5 re del nero · g5 pedone del nero · h5 pedone del bianco · d3 cavallo del bianco · h3 pedone del nero · d2 torre del bianco · h1 re del bianco | a8 torre del nero · b8 cavallo del nero · a7 alfiere del nero · b7 donna del bianco · c7 torre del bianco · d7 pedone del nero · b6 pedone del nero · d6 pedone del bianco · f6 pedone del nero · g6 cavallo del bianco · b5 pedone del bianco · f5 re del nero · g5 pedone del nero · h5 pedone del bianco · d3 cavallo del bianco · h3 pedone del nero · d2 torre del bianco · h1 re del bianco | a8 torre del nero · b8 cavallo del nero · a7 alfiere del nero · b7 donna del bianco · c7 torre del bianco · d7 pedone del nero · b6 pedone del nero · d6 pedone del bianco · f6 pedone del nero · g6 cavallo del bianco · b5 pedone del bianco · f5 re del nero · g5 pedone del nero · h5 pedone del bianco · d3 cavallo del bianco · h3 pedone del nero · d2 torre del bianco · h1 re del bianco | a8 torre del nero · b8 cavallo del nero · a7 alfiere del nero · b7 donna del bianco · c7 torre del bianco · d7 pedone del nero · b6 pedone del nero · d6 pedone del bianco · f6 pedone del nero · g6 cavallo del bianco · b5 pedone del bianco · f5 re del nero · g5 pedone del nero · h5 pedone del bianco · d3 cavallo del bianco · h3 pedone del nero · d2 torre del bianco · h1 re del bianco | a8 torre del nero · b8 cavallo del nero · a7 alfiere del nero · b7 donna del bianco · c7 torre del bianco · d7 pedone del nero · b6 pedone del nero · d6 pedone del bianco · f6 pedone del nero · g6 cavallo del bianco · b5 pedone del bianco · f5 re del nero · g5 pedone del nero · h5 pedone del bianco · d3 cavallo del bianco · h3 pedone del nero · d2 torre del bianco · h1 re del bianco | a8 torre del nero · b8 cavallo del nero · a7 alfiere del nero · b7 donna del bianco · c7 torre del bianco · d7 pedone del nero · b6 pedone del nero · d6 pedone del bianco · f6 pedone del nero · g6 cavallo del bianco · b5 pedone del bianco · f5 re del nero · g5 pedone del nero · h5 pedone del bianco · d3 cavallo del bianco · h3 pedone del nero · d2 torre del bianco · h1 re del bianco | a8 torre del nero · b8 cavallo del nero · a7 alfiere del nero · b7 donna del bianco · c7 torre del bianco · d7 pedone del nero · b6 pedone del nero · d6 pedone del bianco · f6 pedone del nero · g6 cavallo del bianco · b5 pedone del bianco · f5 re del nero · g5 pedone del nero · h5 pedone del bianco · d3 cavallo del bianco · h3 pedone del nero · d2 torre del bianco · h1 re del bianco | a8 torre del nero · b8 cavallo del nero · a7 alfiere del nero · b7 donna del bianco · c7 torre del bianco · d7 pedone del nero · b6 pedone del nero · d6 pedone del bianco · f6 pedone del nero · g6 cavallo del bianco · b5 pedone del bianco · f5 re del nero · g5 pedone del nero · h5 pedone del bianco · d3 cavallo del bianco · h3 pedone del nero · d2 torre del bianco · h1 re del bianco | 4 |
| 3 | a8 torre del nero · b8 cavallo del nero · a7 alfiere del nero · b7 donna del bianco · c7 torre del bianco · d7 pedone del nero · b6 pedone del nero · d6 pedone del bianco · f6 pedone del nero · g6 cavallo del bianco · b5 pedone del bianco · f5 re del nero · g5 pedone del nero · h5 pedone del bianco · d3 cavallo del bianco · h3 pedone del nero · d2 torre del bianco · h1 re del bianco | a8 torre del nero · b8 cavallo del nero · a7 alfiere del nero · b7 donna del bianco · c7 torre del bianco · d7 pedone del nero · b6 pedone del nero · d6 pedone del bianco · f6 pedone del nero · g6 cavallo del bianco · b5 pedone del bianco · f5 re del nero · g5 pedone del nero · h5 pedone del bianco · d3 cavallo del bianco · h3 pedone del nero · d2 torre del bianco · h1 re del bianco | a8 torre del nero · b8 cavallo del nero · a7 alfiere del nero · b7 donna del bianco · c7 torre del bianco · d7 pedone del nero · b6 pedone del nero · d6 pedone del bianco · f6 pedone del nero · g6 cavallo del bianco · b5 pedone del bianco · f5 re del nero · g5 pedone del nero · h5 pedone del bianco · d3 cavallo del bianco · h3 pedone del nero · d2 torre del bianco · h1 re del bianco | a8 torre del nero · b8 cavallo del nero · a7 alfiere del nero · b7 donna del bianco · c7 torre del bianco · d7 pedone del nero · b6 pedone del nero · d6 pedone del bianco · f6 pedone del nero · g6 cavallo del bianco · b5 pedone del bianco · f5 re del nero · g5 pedone del nero · h5 pedone del bianco · d3 cavallo del bianco · h3 pedone del nero · d2 torre del bianco · h1 re del bianco | a8 torre del nero · b8 cavallo del nero · a7 alfiere del nero · b7 donna del bianco · c7 torre del bianco · d7 pedone del nero · b6 pedone del nero · d6 pedone del bianco · f6 pedone del nero · g6 cavallo del bianco · b5 pedone del bianco · f5 re del nero · g5 pedone del nero · h5 pedone del bianco · d3 cavallo del bianco · h3 pedone del nero · d2 torre del bianco · h1 re del bianco | a8 torre del nero · b8 cavallo del nero · a7 alfiere del nero · b7 donna del bianco · c7 torre del bianco · d7 pedone del nero · b6 pedone del nero · d6 pedone del bianco · f6 pedone del nero · g6 cavallo del bianco · b5 pedone del bianco · f5 re del nero · g5 pedone del nero · h5 pedone del bianco · d3 cavallo del bianco · h3 pedone del nero · d2 torre del bianco · h1 re del bianco | a8 torre del nero · b8 cavallo del nero · a7 alfiere del nero · b7 donna del bianco · c7 torre del bianco · d7 pedone del nero · b6 pedone del nero · d6 pedone del bianco · f6 pedone del nero · g6 cavallo del bianco · b5 pedone del bianco · f5 re del nero · g5 pedone del nero · h5 pedone del bianco · d3 cavallo del bianco · h3 pedone del nero · d2 torre del bianco · h1 re del bianco | a8 torre del nero · b8 cavallo del nero · a7 alfiere del nero · b7 donna del bianco · c7 torre del bianco · d7 pedone del nero · b6 pedone del nero · d6 pedone del bianco · f6 pedone del nero · g6 cavallo del bianco · b5 pedone del bianco · f5 re del nero · g5 pedone del nero · h5 pedone del bianco · d3 cavallo del bianco · h3 pedone del nero · d2 torre del bianco · h1 re del bianco | 3 |
| 2 | a8 torre del nero · b8 cavallo del nero · a7 alfiere del nero · b7 donna del bianco · c7 torre del bianco · d7 pedone del nero · b6 pedone del nero · d6 pedone del bianco · f6 pedone del nero · g6 cavallo del bianco · b5 pedone del bianco · f5 re del nero · g5 pedone del nero · h5 pedone del bianco · d3 cavallo del bianco · h3 pedone del nero · d2 torre del bianco · h1 re del bianco | a8 torre del nero · b8 cavallo del nero · a7 alfiere del nero · b7 donna del bianco · c7 torre del bianco · d7 pedone del nero · b6 pedone del nero · d6 pedone del bianco · f6 pedone del nero · g6 cavallo del bianco · b5 pedone del bianco · f5 re del nero · g5 pedone del nero · h5 pedone del bianco · d3 cavallo del bianco · h3 pedone del nero · d2 torre del bianco · h1 re del bianco | a8 torre del nero · b8 cavallo del nero · a7 alfiere del nero · b7 donna del bianco · c7 torre del bianco · d7 pedone del nero · b6 pedone del nero · d6 pedone del bianco · f6 pedone del nero · g6 cavallo del bianco · b5 pedone del bianco · f5 re del nero · g5 pedone del nero · h5 pedone del bianco · d3 cavallo del bianco · h3 pedone del nero · d2 torre del bianco · h1 re del bianco | a8 torre del nero · b8 cavallo del nero · a7 alfiere del nero · b7 donna del bianco · c7 torre del bianco · d7 pedone del nero · b6 pedone del nero · d6 pedone del bianco · f6 pedone del nero · g6 cavallo del bianco · b5 pedone del bianco · f5 re del nero · g5 pedone del nero · h5 pedone del bianco · d3 cavallo del bianco · h3 pedone del nero · d2 torre del bianco · h1 re del bianco | a8 torre del nero · b8 cavallo del nero · a7 alfiere del nero · b7 donna del bianco · c7 torre del bianco · d7 pedone del nero · b6 pedone del nero · d6 pedone del bianco · f6 pedone del nero · g6 cavallo del bianco · b5 pedone del bianco · f5 re del nero · g5 pedone del nero · h5 pedone del bianco · d3 cavallo del bianco · h3 pedone del nero · d2 torre del bianco · h1 re del bianco | a8 torre del nero · b8 cavallo del nero · a7 alfiere del nero · b7 donna del bianco · c7 torre del bianco · d7 pedone del nero · b6 pedone del nero · d6 pedone del bianco · f6 pedone del nero · g6 cavallo del bianco · b5 pedone del bianco · f5 re del nero · g5 pedone del nero · h5 pedone del bianco · d3 cavallo del bianco · h3 pedone del nero · d2 torre del bianco · h1 re del bianco | a8 torre del nero · b8 cavallo del nero · a7 alfiere del nero · b7 donna del bianco · c7 torre del bianco · d7 pedone del nero · b6 pedone del nero · d6 pedone del bianco · f6 pedone del nero · g6 cavallo del bianco · b5 pedone del bianco · f5 re del nero · g5 pedone del nero · h5 pedone del bianco · d3 cavallo del bianco · h3 pedone del nero · d2 torre del bianco · h1 re del bianco | a8 torre del nero · b8 cavallo del nero · a7 alfiere del nero · b7 donna del bianco · c7 torre del bianco · d7 pedone del nero · b6 pedone del nero · d6 pedone del bianco · f6 pedone del nero · g6 cavallo del bianco · b5 pedone del bianco · f5 re del nero · g5 pedone del nero · h5 pedone del bianco · d3 cavallo del bianco · h3 pedone del nero · d2 torre del bianco · h1 re del bianco | 2 |
| 1 | a8 torre del nero · b8 cavallo del nero · a7 alfiere del nero · b7 donna del bianco · c7 torre del bianco · d7 pedone del nero · b6 pedone del nero · d6 pedone del bianco · f6 pedone del nero · g6 cavallo del bianco · b5 pedone del bianco · f5 re del nero · g5 pedone del nero · h5 pedone del bianco · d3 cavallo del bianco · h3 pedone del nero · d2 torre del bianco · h1 re del bianco | a8 torre del nero · b8 cavallo del nero · a7 alfiere del nero · b7 donna del bianco · c7 torre del bianco · d7 pedone del nero · b6 pedone del nero · d6 pedone del bianco · f6 pedone del nero · g6 cavallo del bianco · b5 pedone del bianco · f5 re del nero · g5 pedone del nero · h5 pedone del bianco · d3 cavallo del bianco · h3 pedone del nero · d2 torre del bianco · h1 re del bianco | a8 torre del nero · b8 cavallo del nero · a7 alfiere del nero · b7 donna del bianco · c7 torre del bianco · d7 pedone del nero · b6 pedone del nero · d6 pedone del bianco · f6 pedone del nero · g6 cavallo del bianco · b5 pedone del bianco · f5 re del nero · g5 pedone del nero · h5 pedone del bianco · d3 cavallo del bianco · h3 pedone del nero · d2 torre del bianco · h1 re del bianco | a8 torre del nero · b8 cavallo del nero · a7 alfiere del nero · b7 donna del bianco · c7 torre del bianco · d7 pedone del nero · b6 pedone del nero · d6 pedone del bianco · f6 pedone del nero · g6 cavallo del bianco · b5 pedone del bianco · f5 re del nero · g5 pedone del nero · h5 pedone del bianco · d3 cavallo del bianco · h3 pedone del nero · d2 torre del bianco · h1 re del bianco | a8 torre del nero · b8 cavallo del nero · a7 alfiere del nero · b7 donna del bianco · c7 torre del bianco · d7 pedone del nero · b6 pedone del nero · d6 pedone del bianco · f6 pedone del nero · g6 cavallo del bianco · b5 pedone del bianco · f5 re del nero · g5 pedone del nero · h5 pedone del bianco · d3 cavallo del bianco · h3 pedone del nero · d2 torre del bianco · h1 re del bianco | a8 torre del nero · b8 cavallo del nero · a7 alfiere del nero · b7 donna del bianco · c7 torre del bianco · d7 pedone del nero · b6 pedone del nero · d6 pedone del bianco · f6 pedone del nero · g6 cavallo del bianco · b5 pedone del bianco · f5 re del nero · g5 pedone del nero · h5 pedone del bianco · d3 cavallo del bianco · h3 pedone del nero · d2 torre del bianco · h1 re del bianco | a8 torre del nero · b8 cavallo del nero · a7 alfiere del nero · b7 donna del bianco · c7 torre del bianco · d7 pedone del nero · b6 pedone del nero · d6 pedone del bianco · f6 pedone del nero · g6 cavallo del bianco · b5 pedone del bianco · f5 re del nero · g5 pedone del nero · h5 pedone del bianco · d3 cavallo del bianco · h3 pedone del nero · d2 torre del bianco · h1 re del bianco | a8 torre del nero · b8 cavallo del nero · a7 alfiere del nero · b7 donna del bianco · c7 torre del bianco · d7 pedone del nero · b6 pedone del nero · d6 pedone del bianco · f6 pedone del nero · g6 cavallo del bianco · b5 pedone del bianco · f5 re del nero · g5 pedone del nero · h5 pedone del bianco · d3 cavallo del bianco · h3 pedone del nero · d2 torre del bianco · h1 re del bianco | 1 |
|   | a | b | c | d | e | f | g | h |   |

Soluzione:
1. ♖c3!  (~ 2.♘f2 ~ 3.♕e4#)  
1. ...♔e6  2.♕d5+! ♔xd5  3.♘c5# 
 
1. ...♔g4  2.♕f3+! ♔xf3  3.♘f2#  
 
1. ...♘a6  2.♕xd7+ ♔e4  3.♘f2#  